# Geunchogo wang
Geunchogo wang (근초고왕?, lett. re Geunchogo; titolo internazionale The King of Legend) è una serie televisiva sudcoreana trasmessa su KBS1 dal 6 novembre 2010 al 29 maggio 2011. È basata sui fatti storici narrati nel Samguk Yusa e nel Samguk Sagi, e ispirata al romanzo di Yi Mun-yol Daeryog-i han.

## Trama
La serie narra la storia di Geunchogo, sovrano di Baekje dal 346 al 375. Grazie alle sue conquiste militari, arrivò a controllare la maggior parte della penisola coreana e una regione cinese, facendo aumentare il potere politico del regno, che sperimentò uno dei suoi momenti di massima gloria.

## Personaggi
- Buyeo Gu/Geunchogo di Baekje, interpretato da Kam Wu-seong
- Buyeo Hwa, interpretata da Kim Ji-soo
- Go Sayu/Gogugwon di Goguryeo, interpretato da Lee Jong-won
- Hae Gun, interpretato da Lee Ji-hoon
- Jin Seung, interpretato da Ahn Jae-mo
- Wi Hongran, interpretata da Lee Se-eun
- Biryu di Baekje, interpretato da Yoon Seung-won
- Sahul, interpretato da Seo In-seok
- Hae Sosul, interpretata da Choi Myung-gil
- Saha, interpretata da Kim Do-yeon
- Buyeo Chan, interpretato da Lee Jong-soo
- Buyeo Hwi, interpretato da Lee Byung-wook
- Buyeo San, interpretato da Kim Tae-hoon
- Buyeo Jun/Gye di Baekje, interpretato da Han Jin-hee
- Buyeo Min, interpretato da Ahn Shin-woo
- Seok Rahae, interpretata da Choi Ji-na
- Buyeo Mun, interpretato da Hwang Dong-joo
- Wi Birang, interpretato da Jung Woong-in
- Payun, interpretato da Kang Sung-jin
- Jin Jeong, interpretato da Kim Hyo-won
- Hae Nyeong, interpretato da Kim Gi-bok
- Jin Godo, interpretato da Kim Hyeong-il
- Bu Gantae, interpretato da Jung Ui-kap
- Jobul, interpretato da Kim Eung-soo
- Ko Naja, interpretato da Jeon Byung-ok
- Ko Chisu, interpretato da Park Chul-ho
- Sou, interpretato da Won Seok-yeon
- Onjo di Baekje, interpretato da Kim Joo-young
- Dongmyeong di Goguryeo, interpretato da Lee Deok-hwa
- Soseono, interpretata da Jung Ae-ri
- Yuri di Goguryeo, interpretato da Park Jung-woo
- Bok Gugeom, interpretato da Han Jung-soo
- Naman, interpretato da Uhm Kyung-wan
- Sagi, interpretato da Jeon Gwang-jin
- Jin Ayi, interpretata da Hahm Eun-jung
- Buyeo Jin, interpretata da Qri
- Ajikai, interpretata da Lee In
- Soekkop/Geungusu di Baekje, interpretato da Park Geon-il
- Dugo, interpretato da Jung Hong-chae

## Riconoscimenti
| Anno | Premio           | Categoria                                          | Ricevente    | Risultato   |
| ---- | ---------------- | -------------------------------------------------- | ------------ | ----------- |
| 2011 | KBS Drama Awards | Premio all'eccellenza, attore in un drama seriale  | Kam Wu-seong | Candidato/a |
| 2011 | KBS Drama Awards | Premio all'eccellenza, attrice in un drama seriale | Kim Ji-soo   | Candidato/a |